# حوزه انتخابیه بوشهر، گناوه و دیلم
حوزهٔ انتخابیه بوشهر، گناوه و دیلم یکی از حوزه‌های استان بوشهر برای انتخابات مجلس شورای اسلامی است. این حوزه به مرکزیت بوشهر، ۱ نماینده دارد.

## نمایندهدوره دهم
- عبدالحمید خدری

## پی‌نوشت و منبع
- «جدول حوزه‌های انتخابیه در انتخابات نهمین دورهٔ مجلس شورای اسلامی» (PDF). مرکز پژوهش و سنجش افکار صدا و سیما. بایگانی‌شده از اصلی (PDF) در ۵ اکتبر ۲۰۱۸. دریافت‌شده در ۲۶ آوریل ۲۰۱۶.